# 奧地利的瑪麗亞·克里斯蒂娜 (1858年—1929年)
玛丽亚·克里斯蒂娜·亨麗埃特·德茜德蕾亞·費利西塔斯·赖内里亞·馮·哈布斯堡-洛林（德語：Maria Christina Henriette Desideria Felicitas Raineria von Habsburg-Lothringen；1858年7月21日—1929年2月6日），奧地利人，西班牙國王阿方索十二世第二任王后，和她兒子阿方索十三世的攝政太后。她是奧地利大公卡爾·斐迪南和奧地利大公夫人伊莉沙白·弗蘭西絲卡的女兒，同時也是第805任瑪莉亞·露伊莎騎士團騎士。
1885年11月25日國王阿方索十二世駕崩，當時瑪利亞·克里斯蒂娜有孕在身，在此之前她和國王只有兩個女兒，誰將是下一任西班牙國王取決於這一胎是王子或是公主（若生男便由王子繼位，生女則由此前所生的瑪麗亞·梅賽德斯公主繼位）。六個月懷胎後瑪利亞·克里斯蒂娜如願生下了一位小王子，是為阿方索十三世，在國王成年以前由王太后攝政。攝政期間正值列強海外殖民競爭最激烈的階段，在1898年爆發了美西戰爭，西班牙軍隊節節敗退，被美國奪取了古巴、菲律賓等剩餘的殖民地。但由於瑪利亞·克里斯蒂娜處事謹慎，善於調和，因而並沒有引起國內局勢的進一步動蕩，到了1902年阿方索十三世年滿16歲後，她宣佈歸政。
即便瑪利亞·克里斯蒂娜歸政，依舊在宮廷有著崇高的地位，是阿方索十三世的高級顧問之一。1929年2月，她因心臟疾病突發，於馬德里皇宮病逝。